# Штайнбах (Таунус)
Штайнбах (нім. Steinbach) — місто в Німеччині, знаходиться в землі Гессен. Підпорядковується адміністративному округу Дармштадт. Входить до складу району Верхній Таунус.
Площа — 4,4 км2. Населення становить 10 678 ос. (станом на 31 грудня 2020).